# Cheers Beacon Hill
Cheers Beacon Hill, anteriormente Bull & Finch Pub, es un bar/restaurante localizado en el n.º 84 de la Calle Beacon en el barrio Beacon Hill de Boston, Massachusetts, a través del Public Garden de Boston. Fundado en 1969 como el Bull & Finch Pub, se dio a conocer internacionalmente tanto el bar como la fachada exterior, vista en la Sitcom Cheers y Frasier de la NBC y Paramount Domestic Television que se emitió desde 1982 hasta 2004. El show utilizó los exteriores del Bull & Finch para el rodaje de la introducción. Nunca se rodó en el interior del bar, y el interior no se parece al del bar "Cheers". La reciente tecnología hace posible una visita virtual en esta localización. Usando everyscape, el usuario puede pulsar sobre "Cheers Boston" llegando a aquella posición sobre la Calle Beacon y luego se mueve por la calle a través de la acera, baja la escalera, entra en el Pub, viaja por el interior y luego sale.
El 20 de mayo de 1993, la noche final de la serie "Cheers", se celebró una gran fiesta fuera del bar para conmemorar el acontecimiento. Muchas personas se juntaron fuera del bar, y vieron el final a través de dos pantallas grandes de TV instaladas para el acontecimiento. El reparto de "Cheers" vio el final dentro del bar. En el episodio de The Tonight Show " que se emitió después del final tuvo lugar en directo en la fiesta fuera del bar, con muchos famosos incluyendo al periodista deportivo Bob Costas en el bar, Jay Leno anduvo en la barra y los entrevistó. Más tarde, Leno jugó muchos juegos con el reparto de "Cheers" dentro del bar, y al final del espectáculo, la sintonía "Cheers" sonó fuera del bar.
En 2002, el Bull & Finch Pub oficialmente fue renombrado a Cheers Beacon Hill".
Desde agosto de 2001, se ramificó una sucursal, Cheers Faneuil Hall, en el mercado Faneuil Hall. Para capitalizar sobre la popularidad de la serie de televisión, esta localización fue construida con una réplica del bar Cheers de TV.
Cheers Beacon Hill es adquirido por Thomas A. Kershaw, que también posee el Hampshire el restaurante de la Casa arriba y el restaurante cercano, en el n.º 75 de la calle Chestnut.
El 10 de marzo de 2009, el diario local "The Boston Globe" divulgó que el veterano camarero de Cheers, Eddie Doyle, con una permanencia de 35 años fue despedido de la serie Cheers. El propietario Tom Kershaw citó la recesión como la razón de la decisión. El bloque en el que reside Cheers pasó a llamarse Eddie Doyle square en su honor.
- Hay un bar en Londres a imagen y semejanza del bar de la serie Cheers Boston y Cheers (España):
  - Cheers London Restaurant & Bar
    - Cheers London Restaurant & Bar es uno de los bares de Londres ambientado en la famosa serie Cheers. Si te gustó la serie de televisión, no te lo puedes perder. Se encuentra en centro de la ciudad de Londres.
    - 72 Regent St., Piccadilly Circus, Londres, Inglaterra, Reino Unido. Estación de metro Piccadilly Circus[7]
- Había un bar en Málaga a imagen y semejanza del bar de la serie Cheers Boston y Cheers (España):
  - Bar Cheers Málaga
    - Cheers Málaga es uno de los bares de Málaga ambientado en la famosa serie Cheers. Si te gustó la serie de televisión, no te lo puedes perder. Se encuentra en la Plaza del Obispo, frente a la Catedral de Málaga.
    - Dirección: Calle Salinas, 11, 29015 Málaga, España[8]